# Kutei
Kutei, auch Koti, Kuti (aus Sanskrit), ist eine Landschaft im Nordosten der Insel Borneo, die früher von einem Königreich beherrscht wurde. Die gleichnamige Ortschaft liegt im Delta des Flusses Mahakam an einem südlichen Arm. Die Region, neben Yogyakarta eines von zwei Sultanaten Indonesiens, liegt in der heutigen indonesischen Provinz Kalimantan Timur.

## Geographie
Die Fläche des Gebiets wurde auf etwa 100.000 km² berechnet, die Einwohnerzahl lag 1895 bei rund 90.000. 
Die Landschaft besteht fast ganz aus einer Ebene, dem Einflussgebiet des Flusses Mahakam (oder Kutei). Gen Westen und Süden wird das Gebiet von Banjarmasin, gen Osten von der Straße von Makassar begrenzt. Hauptprodukte sind Reis und Zuckerrohr.

## Geschichte
Das Königreich Kutei hat seine Wurzeln in dem alten Hindu-Königreich von Martapura (Mulawarnam), das um 400 bei Muara Kaman gegründet worden ist. Im 14. Jahrhundert wurde eine muslimische Herrschaft Kartanegara unterhalb des Flusses bei Pamarangan gegründet, das sofort Feindseligkeiten gegen Kutei aufnahm und schließlich die Oberhand gewann. Doch wurde Kartanegara später von philippinischen Seeräubern heimgesucht. 1782 zog das Sultanat an einen ruhigeren Ort am Oberlauf des Flusses, Tepian Padang, dem heutigen Tenggarong. 
Der letzte Sultan, als 18. Nachfolger, war Aji Muhammad Parikesit, der seine Macht verlor, als sein Königreich 1960 durch die indonesische Regierung aufgelöst wurde. Er schenkte seinen Palast dem Volk als eine Art Museum, die Regierung übereignete ihm ein neues Domizil. Der Sultan starb 1982. 
Am 22. September 2001 wurde das Königreich in einer symbolischen Geste durch die indonesische Regierung wiederhergestellt, als der älteste Sohn des letzten Sultans, Haddschi Aji Pangeran Praboe, im Alter von 76 Jahren gekrönt und durch Indonesien offiziell anerkannt wurde. Sein Thronname ist Sultan Haddschi Aji Muhammad Salehuddin II.

## Verwaltung
Anfang des 20. Jahrhunderts bildete Kutei einen Teil der niederländischen Residentschaft „Süd- und Ostabteilung“. Hauptort und Sitz des Assistentresidenten war bis 1898 Samarinda auf dem rechten Ufer des Flusses Mahakam. Danach wurde die Abteilung in drei, seit 1900 in vier einzelne Amtssitze zerlegt.